# Tetrapturus angustirostris
A Tetrapturus angustirostris a sugarasúszójú halak (Actinopterygii) osztályának sügéralakúak (Perciformes) rendjébe, ezen belül a vitorláskardoshal-félék (Istiophoridae) családjába tartozó faj.

## Előfordulása
A Tetrapturus angustirostris előfordulási területe a Csendes- és az Indiai-óceánok atrópusoktól kezdve, egészen a mérsékelt övekig. Kóborló egyedeket megfigyeltek az Atlanti-óceánban is; azonban ezek ritkák.

## Megjelenése

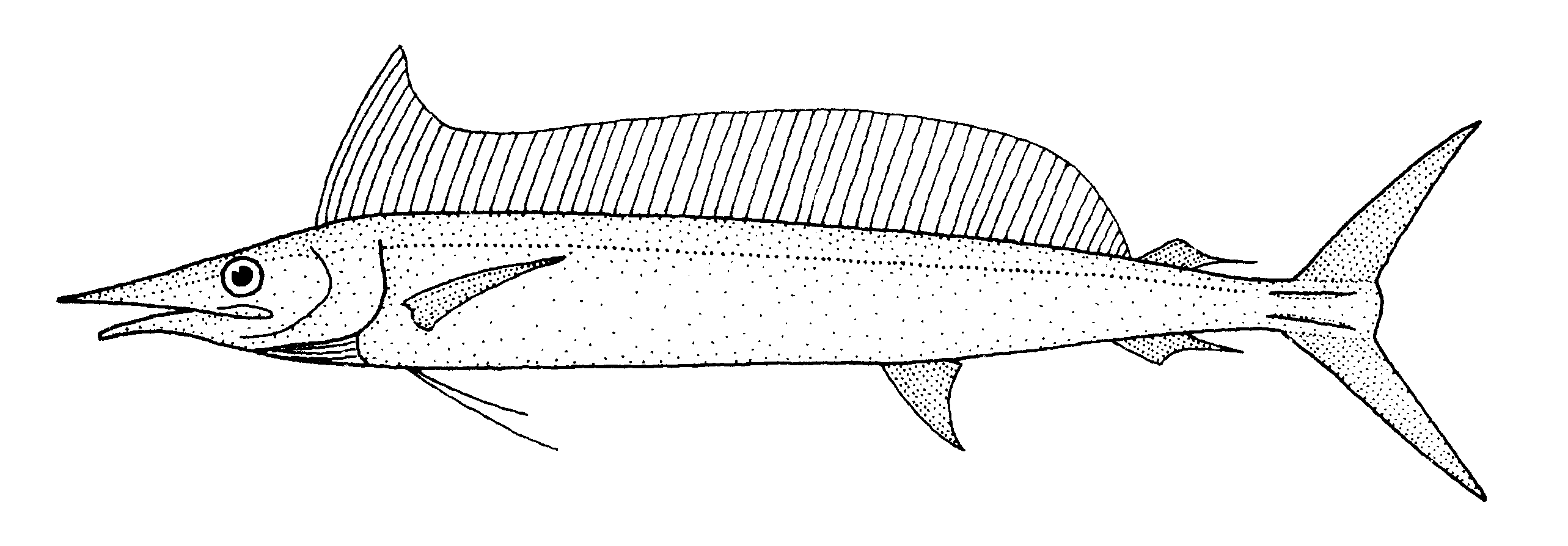
Rajz a halról

A hal átlagos hossza 190 centiméter, de 230 centiméteresre is megnőhet. A legnehezebb kifogott példány 52 kilogrammot nyomott. A hátúszóján 51-54, a farok alatti úszóján 18-23 sugár van. A háti része sötétkék, az oldalai barnásak kék foltozással és a hasi része ezüstös-fehér. Az első hátúszó sötétkék, a többi úszója barnás. A farok alatti úszók tövei ezüstös-fehérek.

## Életmódja
A nyílt vizek lakója. Azokat a helyeket kedveli, ahol a vízhőmérséklet 28 Celsius-fokos. A vízfelszíntől 1830 méter mélyig lelhető fel; azonban inkább 350 méter mélyen tartózkodik. Táplálékát kalmárok és egyéb fejlábúak, valamint halak és különböző rákok alkotják.

## Szaporodása
Az eddigi megfigyelések alapján, ez a vitorláskardoshal télen ívik; talán a partok közelében.

## Felhasználása
A Tetrapturus angustirostris rajta van a vándorló tengeri halakat védelmező, úgynevezett Annex I of the 1982 Convention on the Law of the Sea határozat listáján; azonban ennek ellenére folyik a kereskedelmi halászata, továbbá a sporthorgászok egyik kedvence. Az ipari kifogásához a hosszú zsinóros halászatot alkalmazzák; továbbá a tonhalássathoz használt ugyanilyen módszernek a mellékfogása is. A helybéli halpiacokon frissen vagy fagyasztva árusítják. Kolbászszerű ételt is készítenek belőle.